# فيديريكو دي كاسترو
فيديريكو دي كاسترو (بالإسبانية: Federico de Castro y Bravo)‏ هو قانوني وقاضي وأستاذ جامعي إسباني، ولد في 21 أكتوبر 1903 في إشبيلية في إسبانيا، وتوفي في 1983 في مدريد في إسبانيا.